# Karakatsanis
Karakatsanis (gr. Καρακατσάνης) – grecki strzelec. Brał udział w Letnich Igrzyskach Olimpijskich 1896 w Atenach.
Karakatsanis startował w konkurencji karabinu dowolnego w trzech postawach. Jego miejsce i wynik nie są znane, choć nie ukończył zawodów w pierwszej piątce.